# Comuna Ceuașu de Câmpie, Mureș
Ceuașu de Câmpie (în maghiară Mezőcsávás, în germană Grubendorf) este o comună în județul Mureș, Transilvania, România, formată din satele Bozed, Câmpenița, Ceuașu de Câmpie (reședința), Culpiu, Herghelia, Porumbeni, Săbed și Voiniceni.

## Demografie
Componența etnică a comunei Ceuașu de Câmpie
     Români (38,68%)
     Maghiari (38,25%)
     Romi (11,57%)
     Alte etnii (0,13%)
     Necunoscută (11,37%)
Componența confesională a comunei Ceuașu de Câmpie
     Ortodocși (38,6%)
     Reformați (29,07%)
     Adventiști (9,38%)
     Unitarieni (7,26%)
     Romano-catolici (1,35%)
     Fără religie (1,15%)
     Alte religii (1,3%)
     Necunoscută (11,88%)
Conform recensământului efectuat în 2021, populația comunei Ceuașu de Câmpie se ridică la 5.992 de locuitori, în creștere față de recensământul anterior din 2011, când fuseseră înregistrați 5.964 de locuitori. Cei mai mulți locuitori sunt români (38,68%), cu minorități de maghiari (38,25%) și romi (11,57%), iar pentru 11,37% nu se cunoaște apartenența etnică. Din punct de vedere confesional, cei mai mulți locuitori sunt ortodocși (38,6%), cu minorități de reformați (29,07%), adventiști (9,38%), unitarieni (7,26%), romano-catolici (1,35%) și fără religie (1,15%), iar pentru 11,88% nu se cunoaște apartenența confesională.

## Politică și administrație
Comuna Ceuașu de Câmpie este administrată de un primar și un consiliu local compus din 15 consilieri. Primarul, Jozsef-Levente Szabó[*], de la Uniunea Democrată Maghiară din România, este în funcție din 2004. Începând cu alegerile locale din 2024, consiliul local are următoarea componență pe partide politice:
|  | Partid                                 | Consilieri | Componența Consiliului | Componența Consiliului | Componența Consiliului | Componența Consiliului | Componența Consiliului | Componența Consiliului | Componența Consiliului | Componența Consiliului |
|  | -------------------------------------- | ---------- | ---------------------- | ---------------------- | ---------------------- | ---------------------- | ---------------------- | ---------------------- | ---------------------- | ---------------------- |
|  | Uniunea Democrată Maghiară din România | 8          |                        |                        |                        |                        |                        |                        |                        |                        |
|  | Alianța pentru Unirea Românilor        | 2          |                        |                        |                        |                        |                        |                        |                        |                        |
|  | Partidul Social Democrat               | 2          |                        |                        |                        |                        |                        |                        |                        |                        |
|  | Forța Dreptei                          | 1          |                        |                        |                        |                        |                        |                        |                        |                        |
|  | Incze Aurel-Alin                       | 1          |                        |                        |                        |                        |                        |                        |                        |                        |
|  | Togănel Alina-Maria                    | 1          |                        |                        |                        |                        |                        |                        |                        |                        |

## Atracții turistice
- Biserica de lemn din Bozed
- Biserica de lemn din Culpiu
- Biserica reformată din Culpiu
- Biserica de lemn din Porumbeni
- Biserica reformată din satul Ceuașu de Câmpie
- Rezervația naturală „Pădurea Săbed” (59 ha), satul Săbed
- Fânațele de pe Dealul Corhan - Săbed și Pădurea Glodeni (situri de importanță comunitară incluse în rețeaua ecologică europeană Natura 2000 în România).

## Personalități născute aici
- Emil Puni (1916 - 2008), membru al Ordinului iezuit și superiorul provincial al iezuiților din România între anii 1967–1995.
- Liviu Alexandru Mera (n. 2 septembrie 1936, Ceaușu de Câmpie, jud. Mureș - d. 21 aprilie 2011, Vaslui)-profesor de matematică la liceul „Mihail Kogălniceanu” din Vaslui, președinte al echipei de fotbal „Viitorul” Vaslui și deputat de Vaslui în Parlamentul României în legislaturile 1996-2000 și 2000-2004 din partea Partidului Democrat.

## Imagini

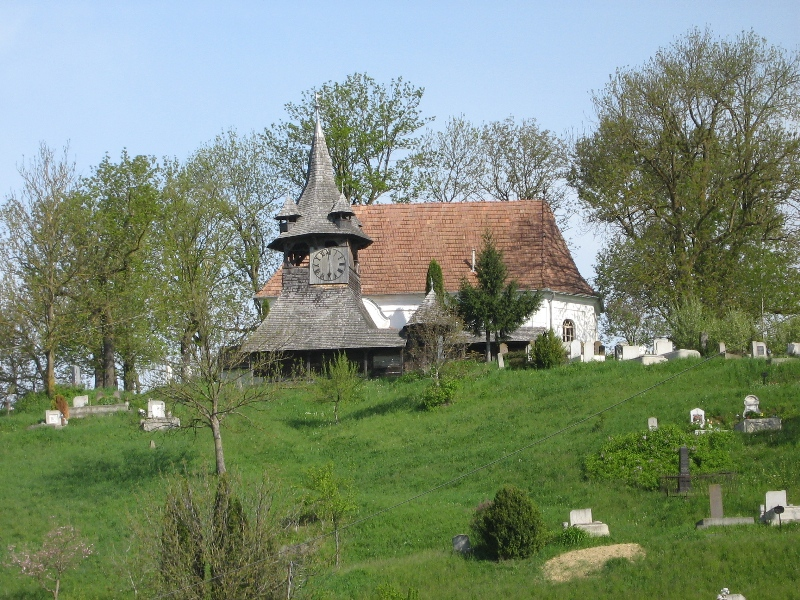
Biserica reformată din satul Ceuașu de Câmpie (monument istoric)
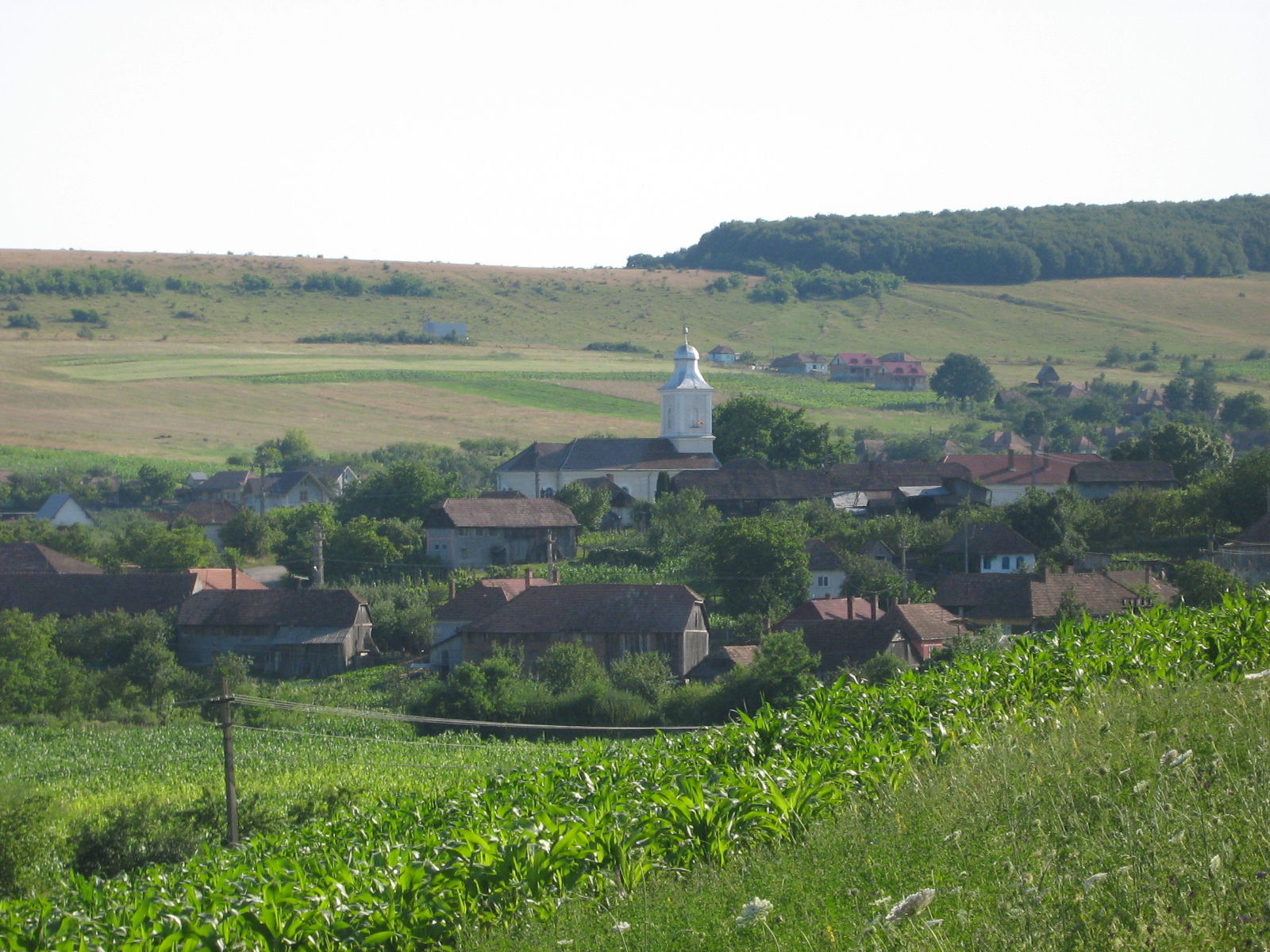
Satul Voiniceni
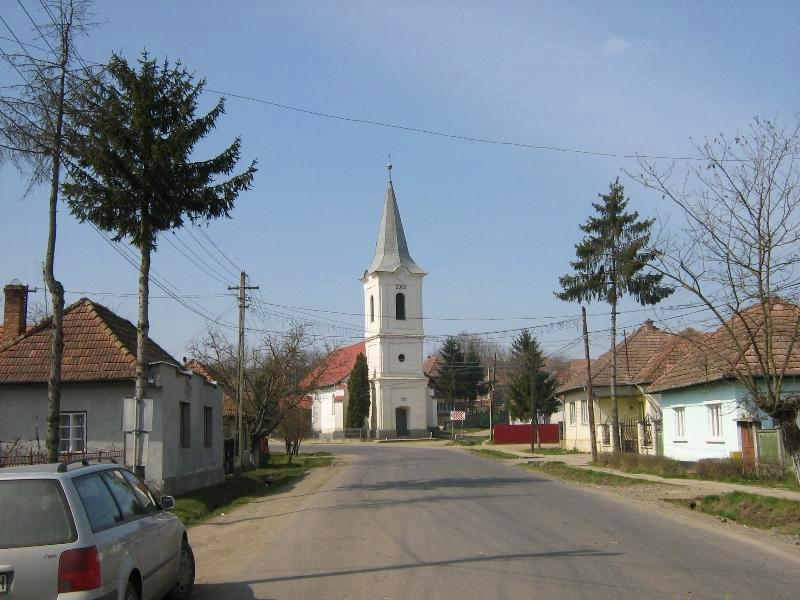
Biserica reformată din satul Câmpenița
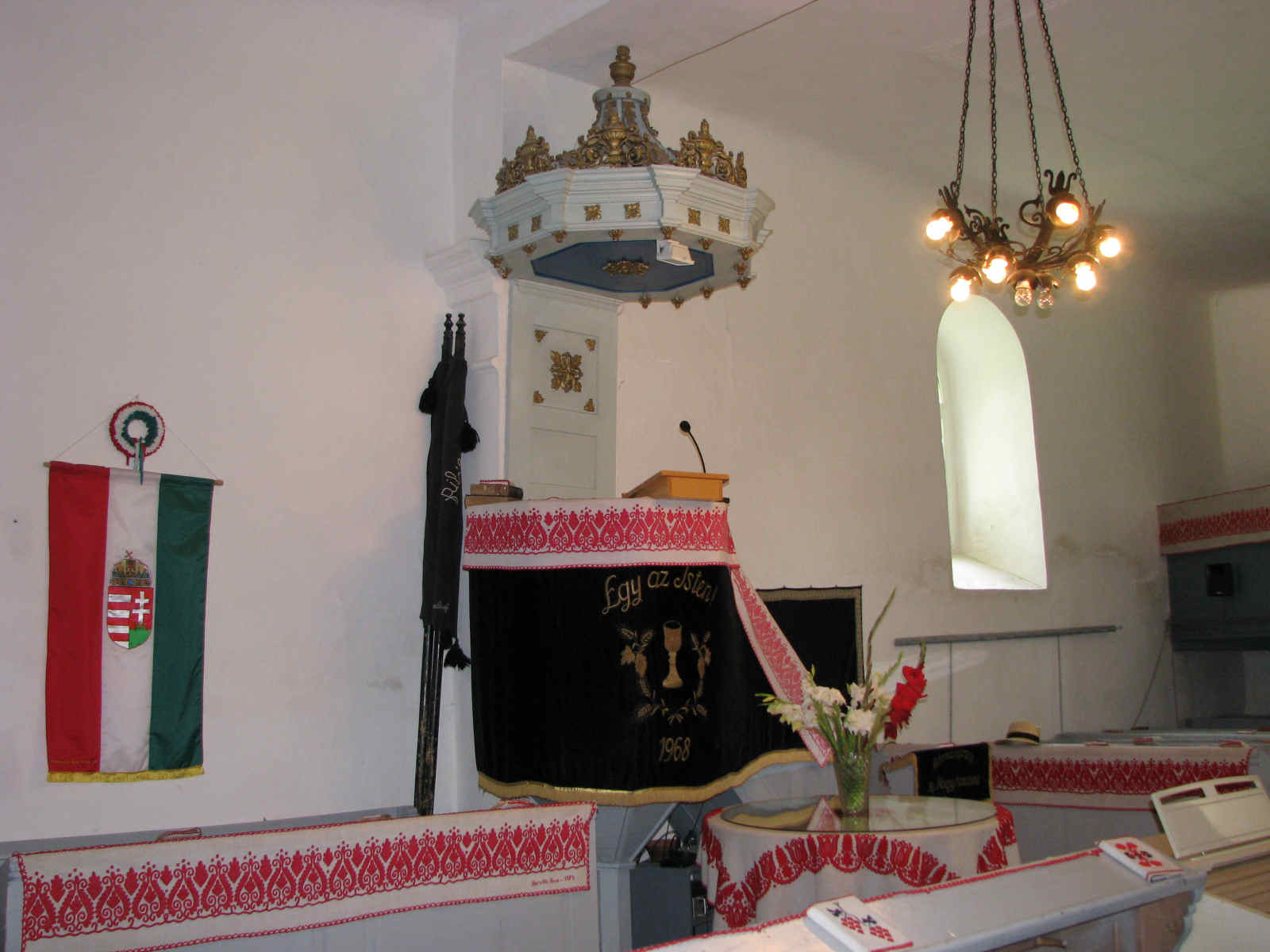
Biserica unitariană din satul Săbed
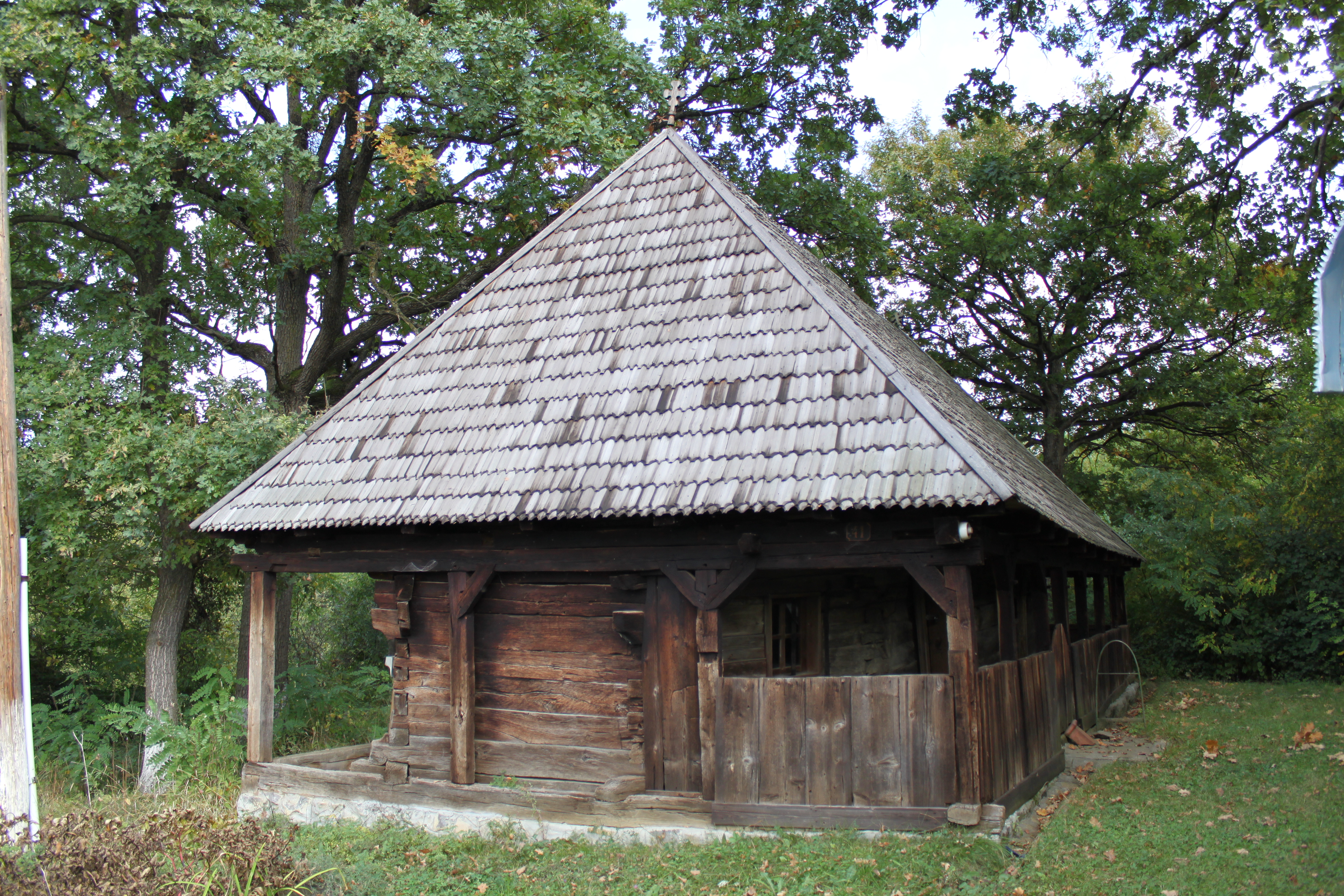
Biserica de lemn din satul Porumbeni (monument istoric)
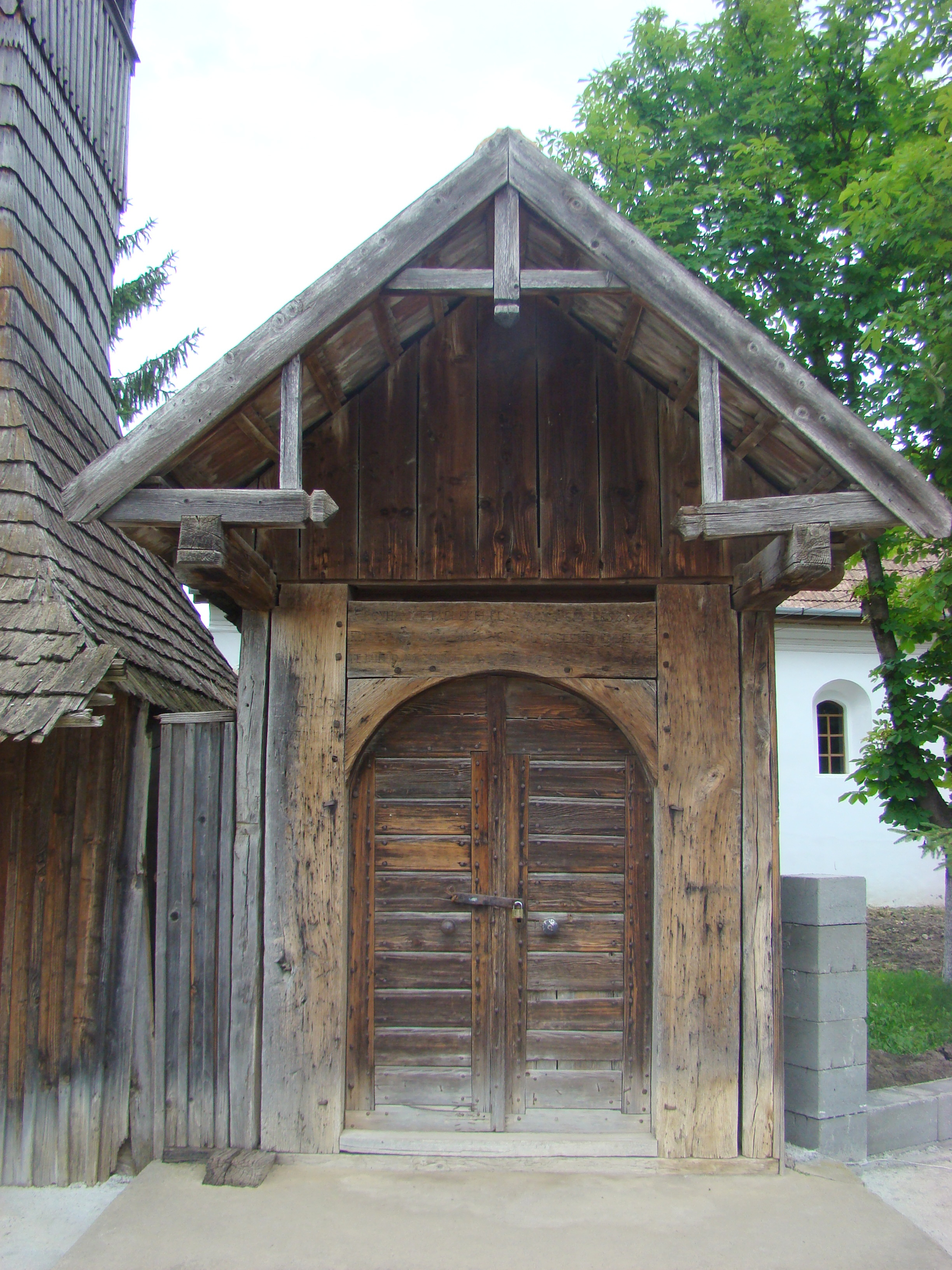
Poarta de lemn a bisericii reformate din Culpiu
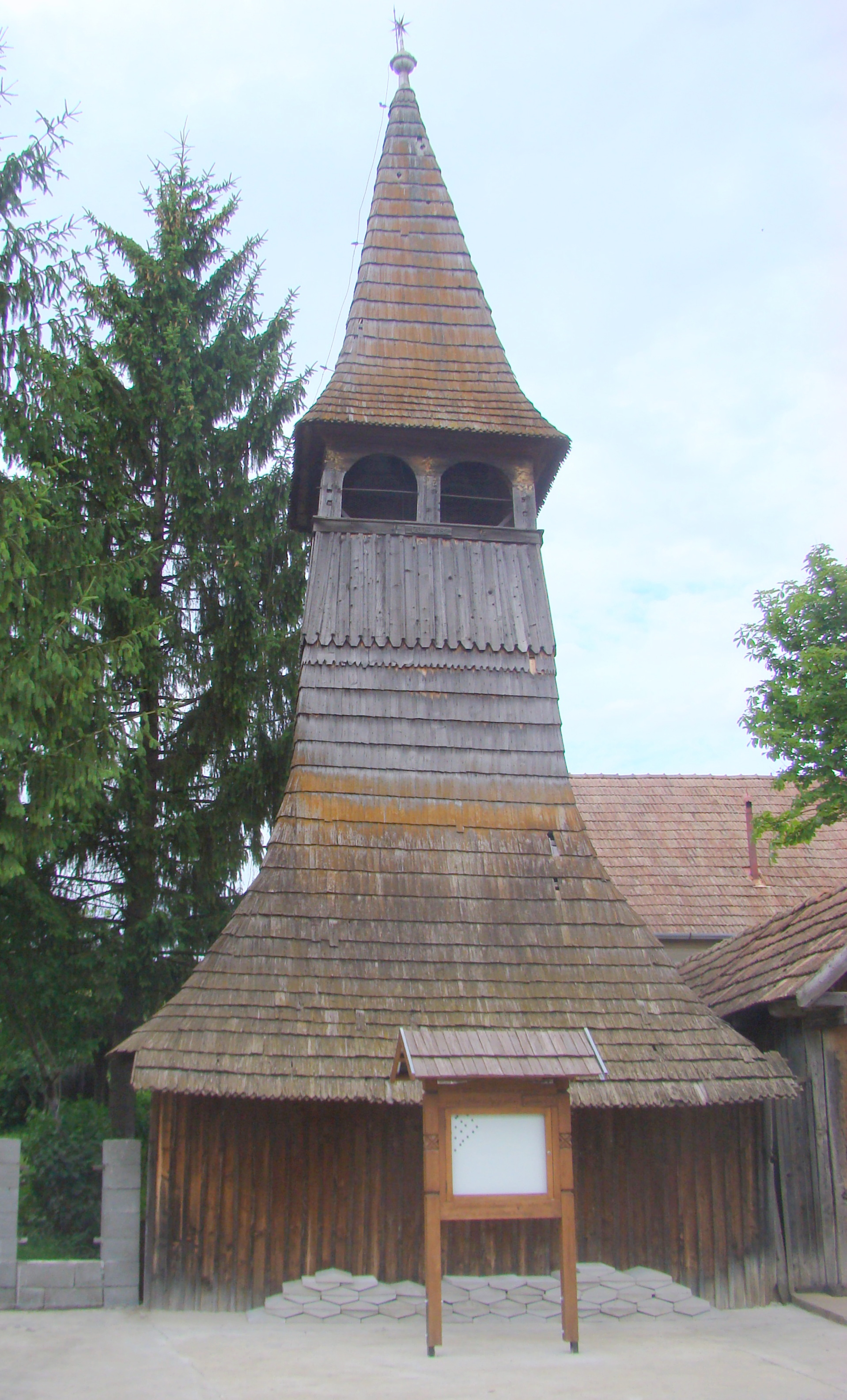
Clopotnița de lemn a bisericii reformate din satul Culpiu (monument istoric)
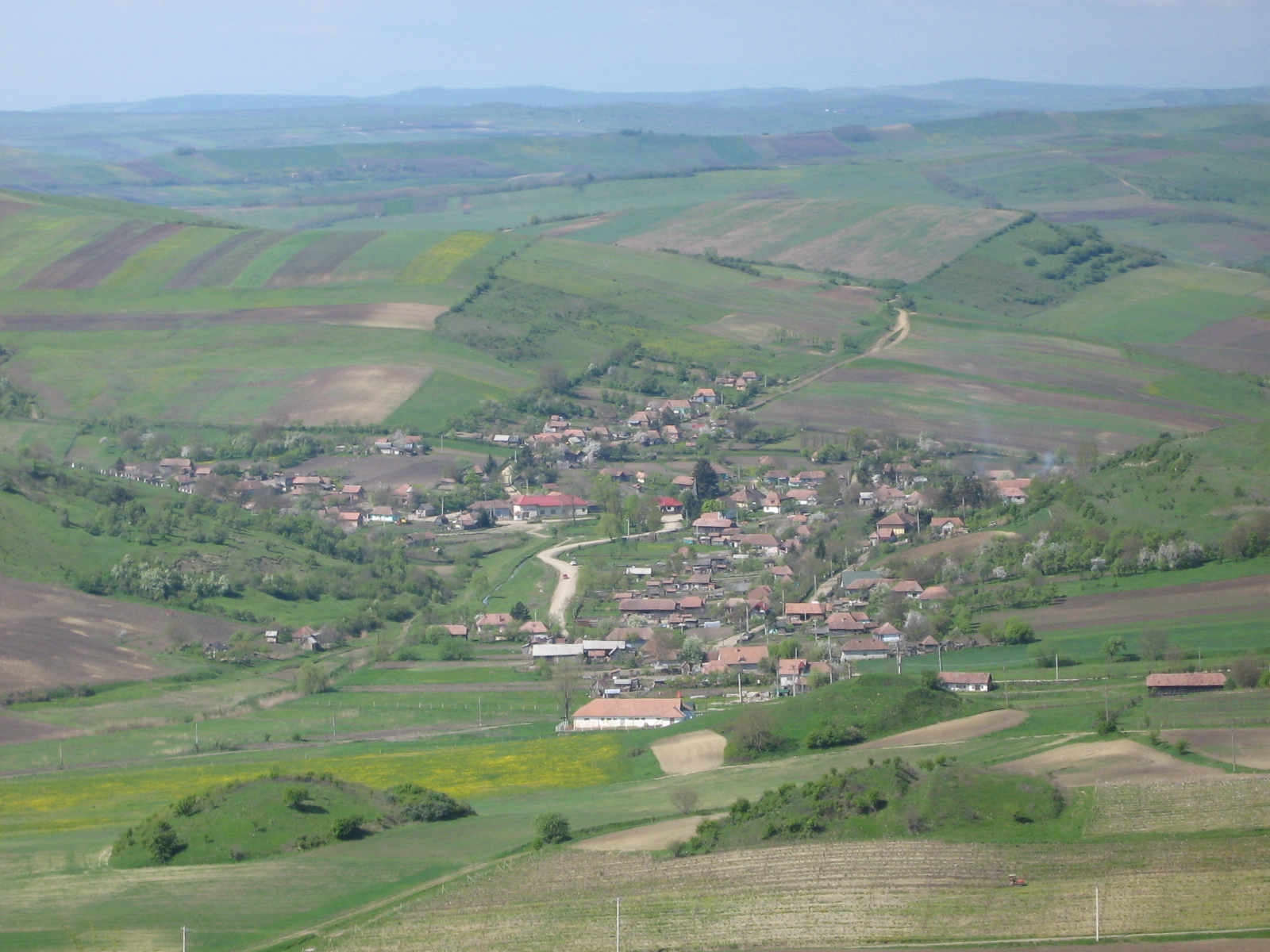
Satul Culpiu
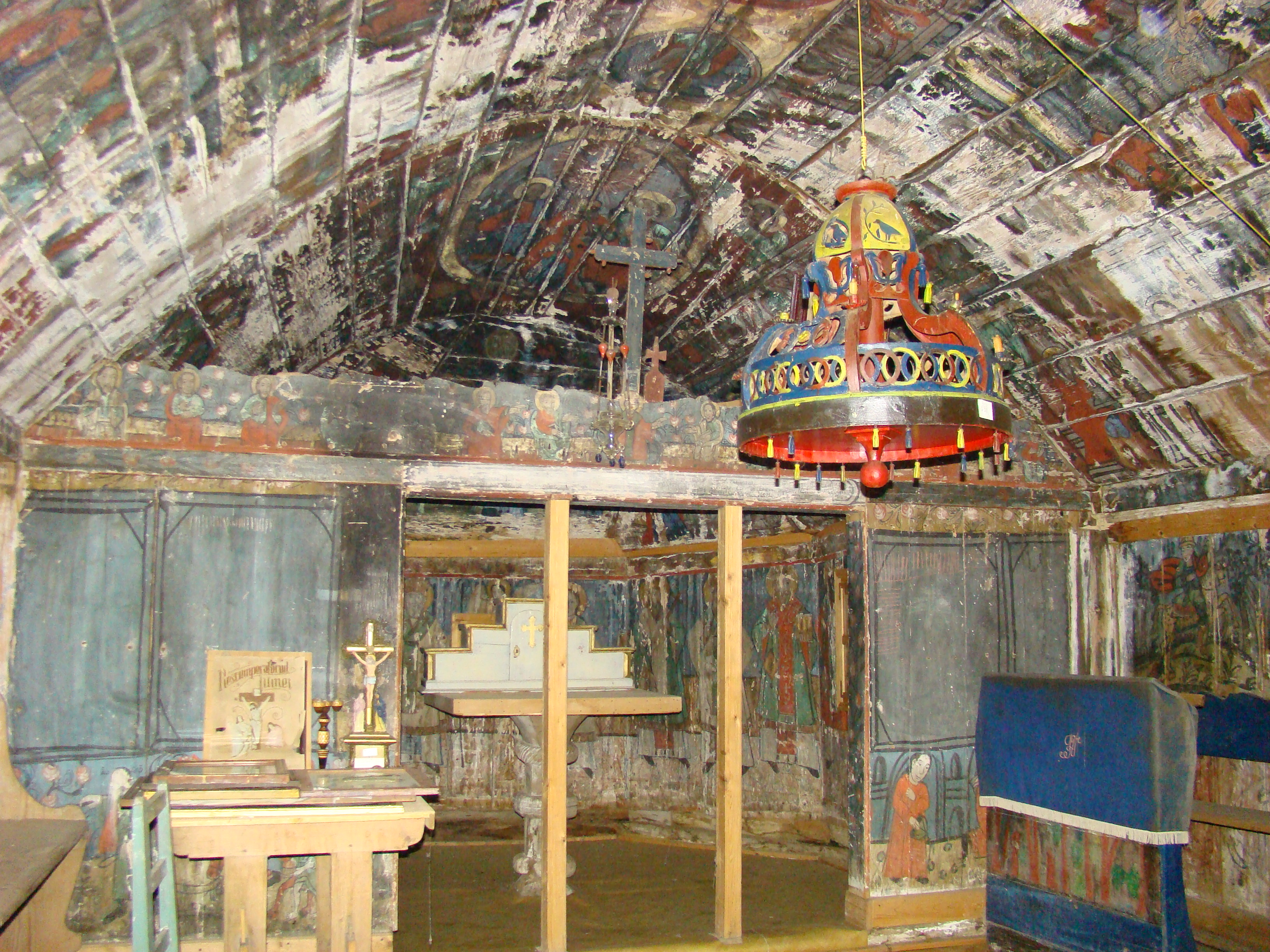
Biserica de lemn „Sf.Arhangheli” din satul Culpiu (monument istoric)
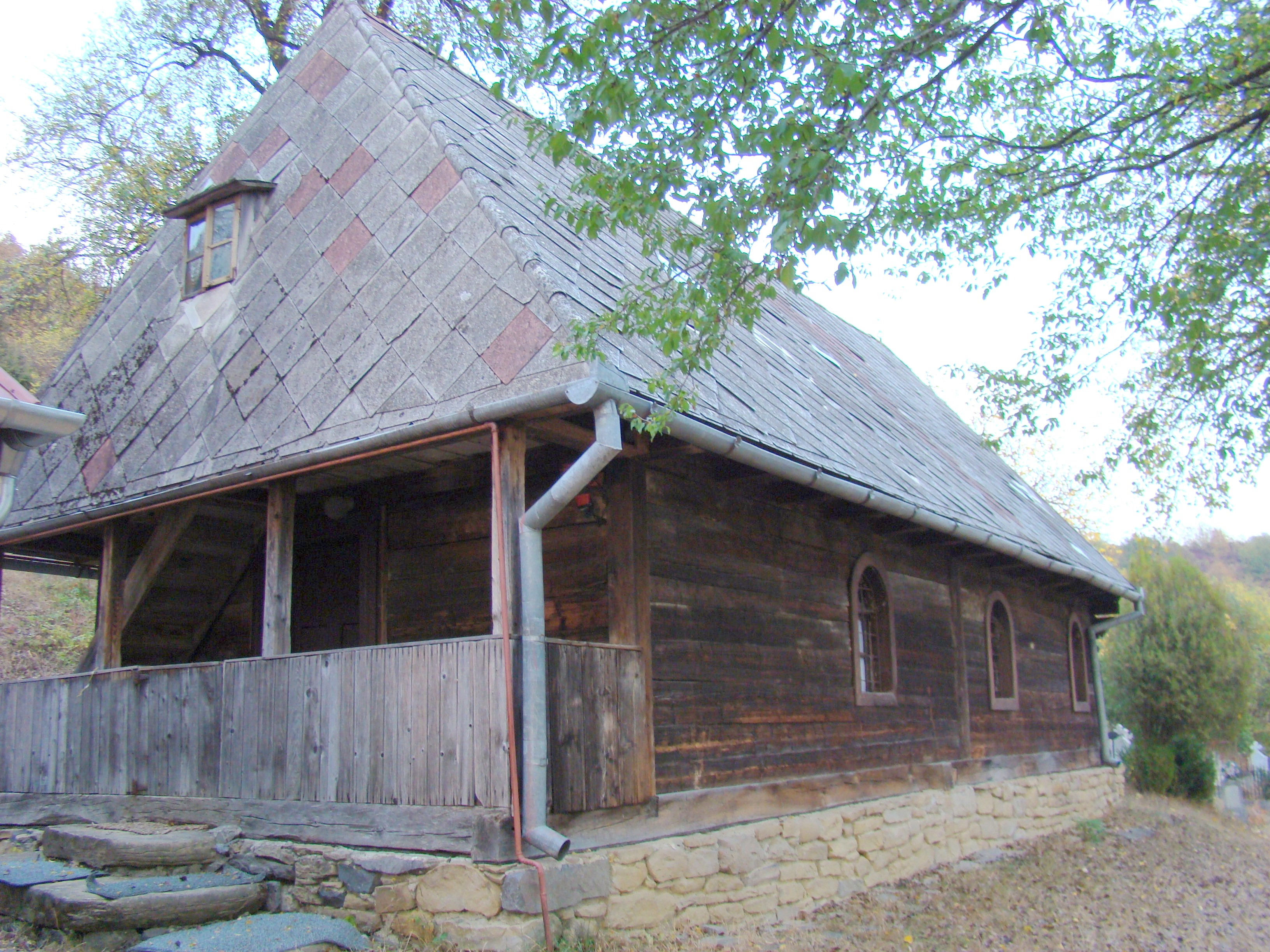
Biserica de lemn „Sf.Arhangheli” din satul Bozed (monument istoric)